# Kfz-Kennzeichen (Mexiko)

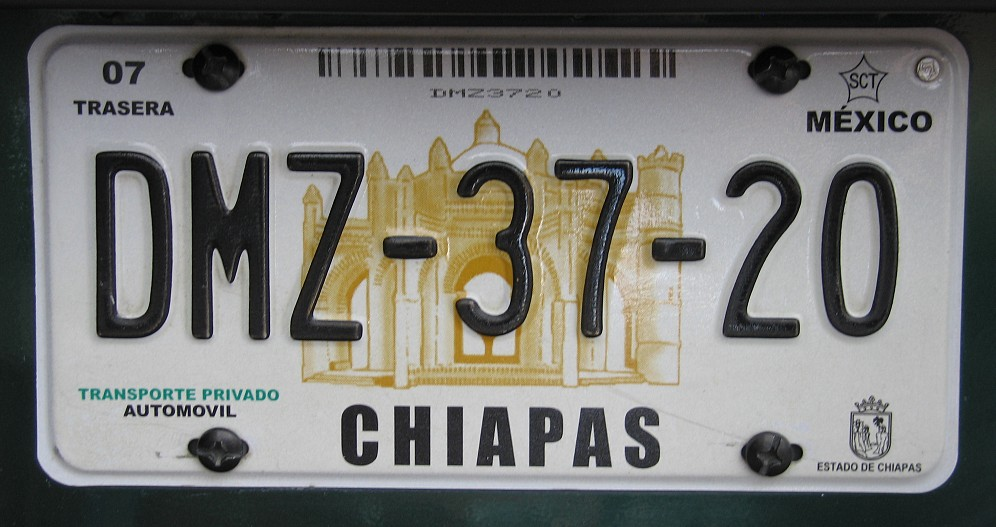
Kfz-Kennzeichen aus dem Bundesstaat Chiapas

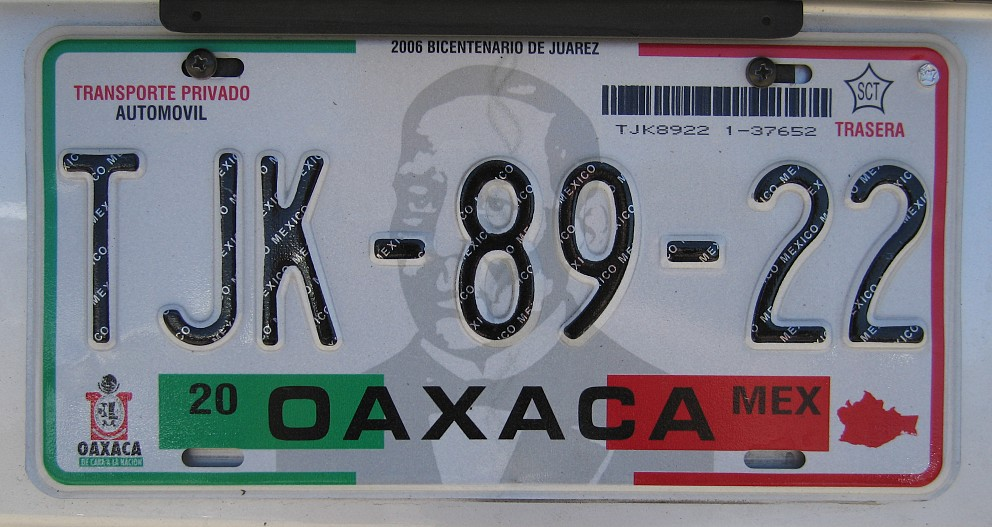
Kfz-Kennzeichen aus dem Bundesstaat Oaxaca

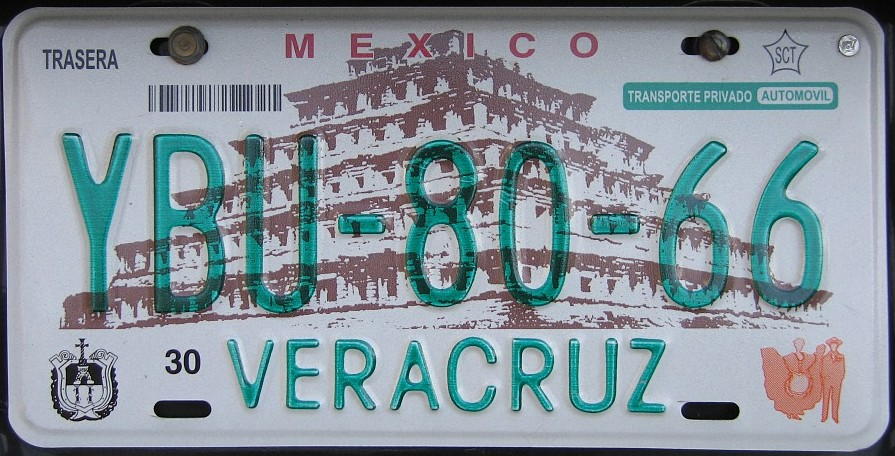
Kfz-Kennzeichen aus dem Bundesstaat Veracruz

## Kennzeichen von 1969 bis 1998
Die mexikanischen Kfz-Kennzeichen bestanden früher aus einer Buchstaben-Ziffern-Kombination, die keinen Hinweis auf die regionale Herkunft enthält. Unter dieser Kombination stehen allerdings in kleinerer Schrift eine Buchstabenkombination, die den Bundesstaat angibt, sowie die Buchstaben MEX für Mexiko; früher auch noch das Ausgabejahr.

## Kennzeichen von 1998 bis heute

### Bundesstaaten
Die 1998 eingeführten neueren Kfz-Kennzeichen enthalten – mit Ausnahme des Distrito Federal – drei Buchstaben und vier Ziffern, die ab 1998 zunächst in der Form AAA9999 ohne Zwischenraum auf den Kennzeichenschildern angebracht wurden. Später wurden Bindestriche eingefügt: AAA-99-99. Die Kennzeichen enthalten den ausgeschriebenen Namen des Bundesstaates. Außerdem wird auf den Schildern die Kennnummer eines jeden Bundesstaates klein an unterschiedlichen Stellen angegeben.

### Distrito Federal
Die derzeitigen Kennzeichen des Distrito Federal tragen als Kennnummer eine 09. Sie haben drei Ziffern und drei Buchstaben, die von einem Bindestrich getrennt werden, in der Art 999-AAA (bis 2001: 999 AAA).

## Kürzeltabelle
| Bundesstaat         | Kennzeichenkürzel 1969–1998 | Kennnummer seit 1998 | Seit 1998 vergebene Buchstabengruppen1 |
| ------------------- | --------------------------- | -------------------- | -------------------------------------- |
| Aguascalientes      | AGS                         | 01                   | AB, AD                                 |
| Baja California     | BC                          | 02                   | AG, AH                                 |
| Baja California Sur | BCS                         | 03                   | CZ                                     |
| Campeche            | CAMP                        | 04                   | DF, DG                                 |
| Chiapas             | CHIS                        | 07                   | DL, DM, DP                             |
| Chihuahua           | CHIH                        | 08                   | DW, DY, DZ, ED                         |
| Coahuila            | COAH                        | 05                   | EW, EX, EY, FB                         |
| Colima              | COL                         | 06                   | FR                                     |
| Distrito Federal    | DF                          | 09                   | siehe oben                             |
| Durango             | DGO                         | 10                   | FY, FZ                                 |
| Guanajuato          | GTO                         | 11                   | GH, GP                                 |
| Guerrero            | GRO                         | 12                   | GZ, HE                                 |
| Hidalgo             | HGO                         | 13                   | HH, HJ, HK                             |
| Jalisco             | JAL                         | 14                   | HY                                     |
| México              | MEX                         | 15                   | LK, LR, MD                             |
| Michoacán           | MICH                        | 16                   | PF, PH, PL                             |
| Morelos             | MOR                         | 17                   | PV, PW                                 |
| Nayarit             | NAY                         | 18                   | RE                                     |
| Nuevo León          | N.L.                        | 19                   | RR, RU, RY, SF                         |
| Oaxaca              | OAX                         | 20                   | TH, TJ, TK                             |
| Puebla              | PUE                         | 21                   | TS, TU                                 |
| Querétaro           | QRO                         | 22                   | UK, UL, UM, UN                         |
| Quintana Roo        | Q.ROO und QR                | 23                   | UR, US, UT, UV                         |
| San Luis Potosí     | SLP                         | 24                   | UX, UY, UZ, VA                         |
| Sinaloa             | SIN                         | 25                   | VG, VH                                 |
| Sonora              | SON                         | 26                   | VT, VV, VX                             |
| Tabasco             | TAB                         | 27                   | WL, WP                                 |
| Tamaulipas          | TAMPS                       | 28                   | WY, WZ, XA, XC                         |
| Tlaxcala            | TLAX                        | 29                   | XT, XU                                 |
| Veracruz            | VER                         | 30                   | XY, XZ, YB, YC, YD                     |
| Yucatán             | YUC                         | 31                   | YW, YX, YZ                             |
| Zacatecas           | ZAC                         | 32                   | ZE, ZF                                 |

1 Angabe der ersten beiden Buchstaben